# Cola metallica
Cola metallica är en malvaväxtart som beskrevs av Martin Roy Cheek. Cola metallica ingår i släktet Cola och familjen malvaväxter. Inga underarter finns listade i Catalogue of Life.